# Pavol Bojanovský
Pavol Bojanovský (* 6. září 1953) v Bratislavě je bývalý československý basketbalista, účastník Olympijských her 1980, Mistrovství světa 1978 a Mistrovství Evropy 1977, kde získal bronzovou medaili. Je zařazen na čestné listině mistrů sportu.
V československé basketbalové lize v letech 1972-1984 za kluby Inter Bratislava a Dukla Olomouc odehrál celkem 12 sezón a je na 49. místě tabulky střelců československé ligy s celkovým počtem 3915 bodů. Byl čtyřikrát mistrem Československa (1975, 1979, 1980, 1983), třikrát vicemistrem (1978, 1981, 1982) a jedenkrát na třetím místě (1974).
Hrál v 7 ročnících evropských klubových pohárů v basketbale. S týmem Dukla Olomouc v Poháru evropských mistrů 1973-74 s účastí v osmifinále a 1975-76 (2. kolo) a v FIBA Poháru vítězů národních pohárů 1974-75 s účastí v osmifinále. S týmem Inter Bratislava hrál pět ročníků, v Poháru evropských mistrů dvakrát s účastí ve čtvrtfinálové skupině (1979-80, 1980-81), dva ročníky FIBA Poháru vítězů národních pohárů s účastí ve čtvrtfinálové skupině (1981-82, 1982-83) a Koračova poháru (1978-79) rovněž s účastí ve čtvrtfinálové skupině. 
Za reprezentační družstvo Československa v letech 1974-80 odehrál 103 zápasů, z toho na Olympijských hrách, Mistrovství světa a Mistrovství Evropy celkem 9 zápasů, v nichž zaznamenal 26 bodů. Jako hráč Československa byl účastníkem Olympijských her 1980 v Moskvě (9. místo). Dále hrál na Mistrovství světa v roce 1978 v Manile, Filipíny (9. místo) a na Mistrovství Evropy – 1977 Lutych, Belgie (3. místo, bronzová medaile). Dále hrál na Mistrovství Evropy v basketbale juniorů 1972 (5. místo). V roce 1977 na světové Univerziádě v Sofii s týmem Československa skončil na třetím místě.

## Hráčská kariéra

### Hráč klubů
- 1972-1973 Inter Bratislava – 8. místo (1973)
- 1973-1978 Dukla Olomouc – mistr Československa (1975), vicemistr (1978), 3. místo (1974), 2x 6. místo (1976, 1977)
- 1978-1984 Inter Bratislava – 3x mistr Československa (1979, 1980, 1983), 2x vicemistr (1981, 1982), 7. místo (1984)
- Československá basketbalová liga celkem 12 sezón (1972-1984), 3915 bodů (49. místo) a 8 medailových umístění.
  - 4x mistr Československa (1975, 1979, 1980, 1983), 3x vicemistr (1978, 1981, 1982), 3. místo (1974)

### Evropské poháry klubů
- Dukla Olomouc
  - Pohár evropských mistrů – 1973-74 (osmifinále), 1975-76 (2. kolo)
  - Pohár vítězů pohárů – 1974-75 (osmifinále)
- Inter Bratislava
  - Pohár evropských mistrů – 2 ročníky (čtvrtfinálová skupina) 1979-80 a 1980-81
  - Pohár vítězů pohárů – 2 ročníky (čtvrtfinálová skupina) 1981-82 a 1982-83
  - FIBA Pohár Korač – 1978-79 (čtvrtfinálová skupina)

### Československo
- Za reprezentační družstvo Československa mužů v letech 1978-1980 hrál celkem 103 zápasů, z toho na světových a evropských soutěžích 9 zápasů, v nichž zaznamenal 26 bodů
- Olympijské hry Moskva 1980 (4 body /2 zápasy) 9. místo
- Mistrovství světa – 1978 Manila, Filipíny (10 bodů /4 zápasy) 9. místo
- Mistrovství Evropy – 1977 Lutych, Belgie (12 bodů /3 zápasy) 3. místo
- Mistrovství Evropy v basketbale juniorů 1972, Zadar, Jugoslávie (23 bodů /7 zápasů) 5. místo

## Trenér
- 1989-1990 Inter Bratislava – 3. místo (1989)
- 1991-1992 Baník Handlová – 11. místo (1992)
- Chemosvit Svit